# William Henry Young
William Henry Young (Londra, 20 ottobre 1863 – Losanna, 7 luglio 1942) è stato un matematico britannico.
William Henry Young fu un noto matematico conosciuto in particolare per i suoi contributi in analisi complessa, teoria della misura, sulle serie di Fourier e sul calcolo differenziale. È stato presidente della London Mathematical Society dal 1922 al 1924 e ha ricevuto nel 1928 la Medaglia Sylvester e nel 1917 la medaglia De Morgan.
Sua moglie, Grace Chisholm Young, fu anch'essa una nota matematica come pure loro figlio, Laurence Chisholm Young.